# 이형규 (조선)
이형규(李亨逵, 1733년 - 1789년)은 조선 후기의 문신으로 도승지(都承旨)를 지냈다.

## 생애
조선후기의 문신으로 본관은 전주, 휘는 형규(亨逵), 초명은 형국(亨國), 자는 중우(仲羽)이다. 덕흥대원군 8대손이며, 아버지는 증 이조참판(吏曺參判) 이명익(李明翼)이다.
부인은 좌랑(佐郞) 함양인(咸陽人) 박명양(朴鳴陽)의 딸이다.
증 이참 명익의 2남으로 1733년(영조 9) 11월 15일 탄생하였다. 1755년(영조 31) 정시문과(庭試文科) 병과(丙科)로 급제하여 1758년 사헌부 지평(持平) 재직시 우의정 이후(李?)의 사장(辭章)문구를 지적, 탄핵하였다가 도리어 왕의 노여움을 사서 정의(旌義)에 유배당하였다. 당사자 이후의 도움으로 곧 풀려나와 부수찬(副修撰), 수찬(修撰), 교리(校理)를 역임하였다.
1766년 동지 겸 사은사의 서장관(書狀官)으로 청나라에 다녀와 사간(司諫)을 거쳐 부응교(附應敎), 집의(執義) 등을 지냈다.
1774년 대사간, 의주부윤을 거쳐 1777년(정조 1) 강원도 관찰사로 재임 중 신사임당(申師任堂)의 유필(遺筆)인 초서 6폭에 발문(跋文)을 썼다.
1780년 동지의금부사, 경기도 관찰사로 있을 때 교동에 수영(水營)설치를 건의하는 등 관방체제(關防體制) 정비에 진력하였으나, 1782년(정조 6) 광주(廣州)백성들의 소란사건으로 인하여 어려움을 겪기도 하였다.
1783년에 대사헌, 승지 등을 지냈다. 이듬해 대사헌에 재임되어 4년간 재직하였고, 1789년 도승지(都承旨)가 되었다. 이해 4월 14일 향년 57세로 별세하자 정조가 전교하길 "그 재주를 다 쓰지 못하였으니, 매우 애석하다."하고, 치제문(致祭文)에 이런 내용으로 말을 만들라고 명하여 예관을 보내 치제를 하게하였다.

## 가족관계
- 증조부 : 충정공 이홍술(李弘述)
- 아버지 : 증 이조참판(吏曺參判) 이명익(李明翼, 1702년 - 1755년)
- 어머니 : 안동인(安東人) 권소(權韶)의 딸.
  - 형 : 이형덕(李亨德, 1721년 - 1746년)
  - 여동생 : 남양인(南陽人) 홍주익(洪柱翼, 1756년 - 1789년)에게 출가.
  - 여동생 : 은진인(恩津人) 송환복(宋煥復)에게 출가.
  - 여동생 : 임천인(林川人) 조학성(趙學聖)에게 출가.
  - 여동생 : 임천인(林川人) 조학량(趙學良)에게 출가.
- 부인 : 좌랑(佐郞) 함양인(咸陽人) 박명양(朴鳴陽)의 딸.
  - 장남 : 이방(李汸, 1753년 - 1819년), 백부(伯父) 선전관(宣傳官) 이형덕(李亨德)에게 출계.
  - 2남 : 이황(李潢, 1755년 - 1838년)
    - 손자 : 이조식(李祖植, 1782년 - 1864년)

  - 3남 : 이당(李溏, 1758년 - 1819년)